# Pilbågmätare
Pilbågmätare (Macaria notata) är en fjärilsart som först beskrevs av Carl von Linné 1758.  Pilbågmätare ingår i släktet Macaria, och familjen mätare. Arten är reproducerande i Sverige.

## Bildgalleri

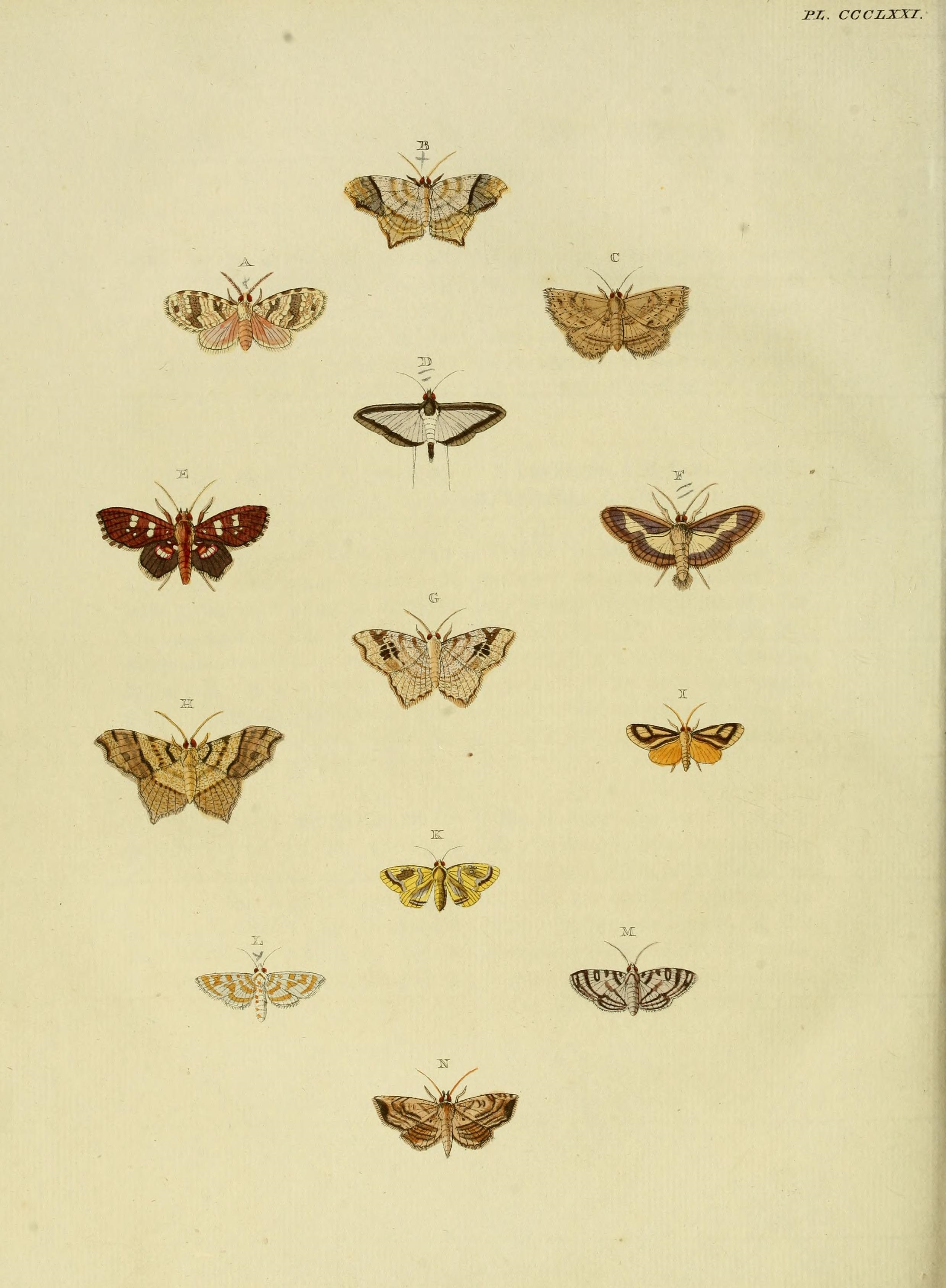
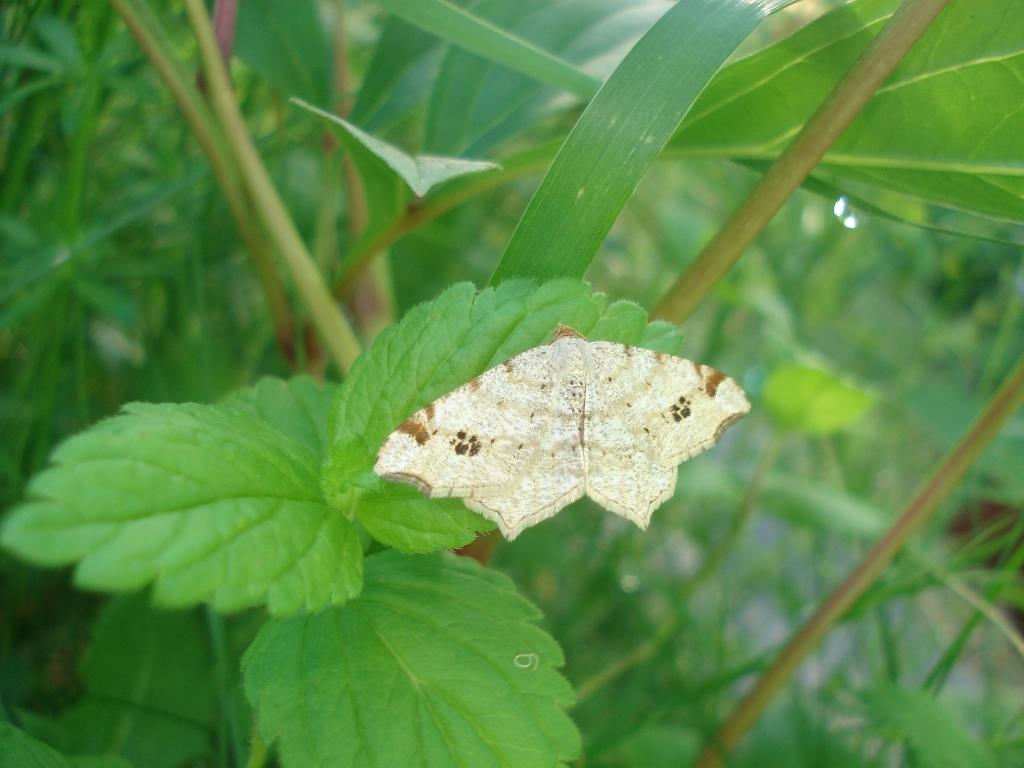
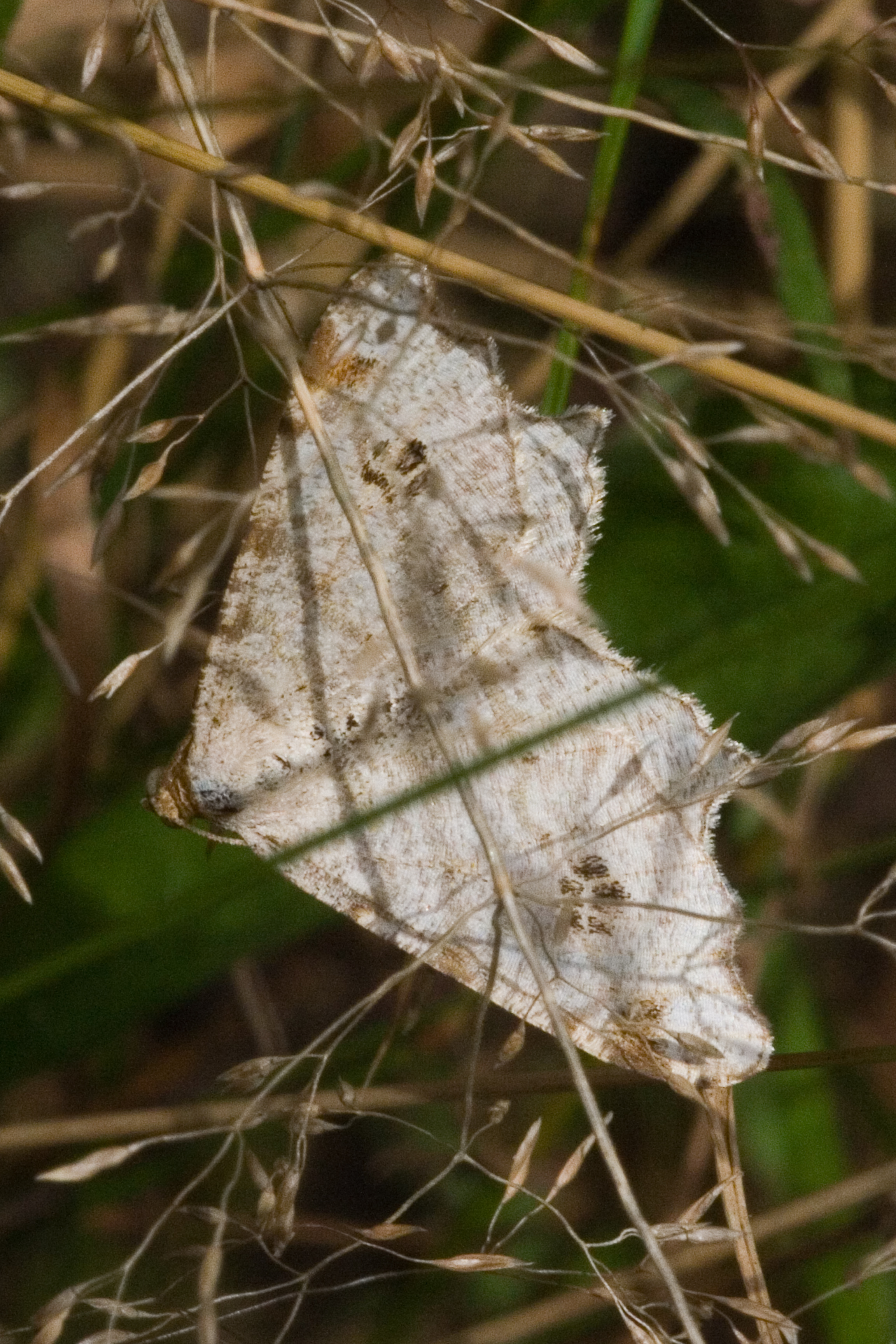
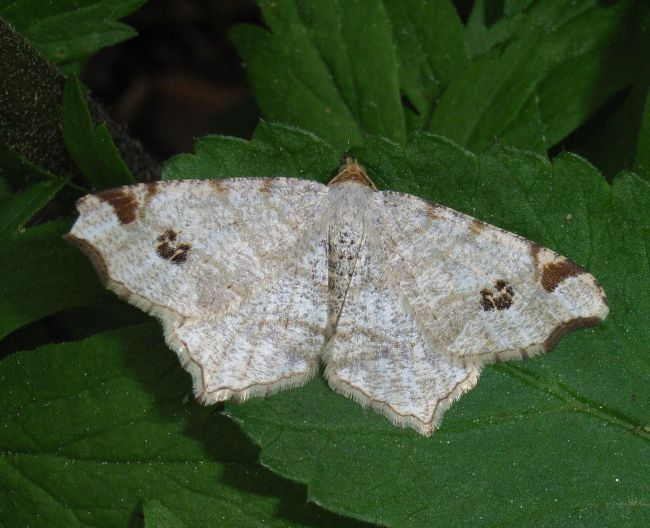
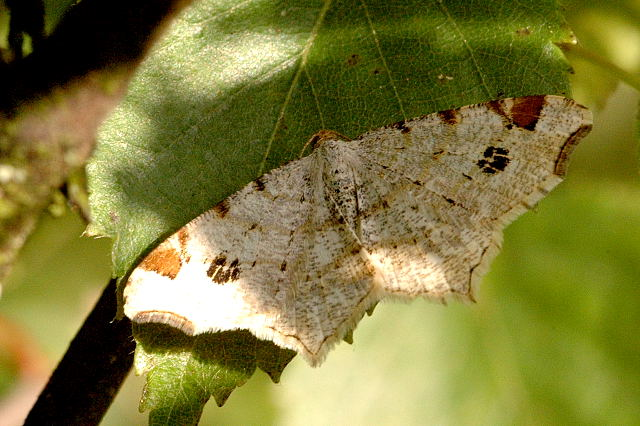
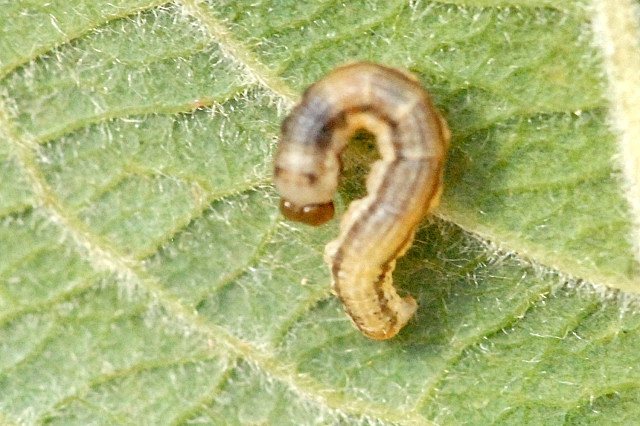